# Sheila Reid
Sheila Reid (Glasgow, 21 dicembre 1937) è un'attrice britannica, attiva in campo teatrale, televisivo e cinematografico.

## Biografia
Cresciuta tra la Scozia e l'India dove il padre serviva nell'esercito, Sheila Reid debuttò sul palcoscenico nel 1963 accanto a Laurence Olivier nella stagione d'apertura del Royal National Theatre. Da allora ha recitato spesso a teatro, comparendo in opere di prosa come Il costruttore Solness (1964), Il crogiuolo (1965) e Troilo e Cressida (2018), e in numerosi musical come Sweeney Todd (1993), Martin Guerre (1995) e Into the Woods (1998).
Nel 1967 sposò l'attore Julian Curry e, dopo il divorzio, si risposò nel 2008 con Terry Bullen.

## Filmografia parziale

### Cinema
- Otello (Othello), regia di Patrick Barton, Stuart Burge e John Dexter (1965)
- Poirot e il caso Amanda (The Alphabet Murders), regia di Frank Tashlin (1965)
- L'adultera (Beröringen), regia di Ingmar Bergman (1971)
- Un mondo maledetto fatto di bambole (Zero Population Growth), regia di Michael Campus (1972)
- Cinque giorni una estate (Five Days One Summer), regia di Fred Zinnemann (1982)
- Il servo di scena (The Dresser), regia di Peter Yates (1983)
- Brazil, regia di Terry Gilliam (1985)
- La segreta passione di Judith Hearne (The Lonely Passion of Judith Hearne), regia di Jack Clayton (1987)
- L'ospite d'inverno (The Winter Guest), regia di Alan Rickman (1997)
- L'uomo che sapeva troppo poco (The Man Who Knew Too Little), regia di Jon Amiel (1997)
- Still Crazy, regia di Brian Gibson (1998)
- Il viaggio di Felicia (Felicia's Journey), regia di Atom Egoyan (1999)

### Televisione
- Z Cars – serie TV, 1 episodio (1964)
- Knock on Any Door – serie TV, episodio 2x01 (1966)
- L'ispettore Regan (The Sweeney) – serie TV, 1 episodio (1978)
- Creature grandi e piccole (All Creatures Great and Small) – serie TV, 2 episodi (1978-1990)
- Doctor Who – serie TV, 4 episodi (1985, 2013-2014)
- Taggart – serie TV, 1 episodio (1993)
- Where the Heart Is – serie TV, 1 episodio (1998)
- Metropolitan Police – serie TV, 3 episodi (1999-2003)
- Doctors – serie TV, 4 episodi (2001-2014)
- L'ispettore Barnaby (Midsomer Murders) – serie TV, episodio 6x03 (2003)
- Casualty – serie TV, 4 episodi (2005-2016)
- Benidorm - serie TV, 45 episodi (2007-2016)
- Bones – serie TV, episodio 4x01 (2008)
- Holby City – serie TV, episodio 11x17 (2009)
- Psychoville – serie TV, 2 episodi (2009-2011)
- L'amore e la vita - Call the Midwife (Call the Midwife) – serie TV, episodio 2x0-9x0 (2012-2019)
- Padre Brown (Father Brown) – serie TV, episodio 3x09 (2015)
- Humans – serie TV, episodio 3x05 (2018)
- Big Boys - serie TV, 7 episodi (2022-2025)
- Inside No.9 - serie TV, 2 episodi (2023-2024)
- Dreamland - serie TV, 6 episodi (2023)
- Bodies - serie TV, episodio 1x03 (2023)
- Beyond Paradise - serie TV, episodio 2x0 (2023)
- The Cleaner - serie TV, episodio 3x03 (2024)

## Doppiatrici italiane
Nelle versioni in italiano delle opere in cui ha recitato, Sheila Reid è stata doppiata da:
- Graziella Polesinanti in Doctor Who (serie 2005, ep.7x16, 8x01), L'amore e la vita - Call the Midwife, Humans
- Manuela Andrei in Brazil
- Evelina Maggi ne La segreta passione di Judith Hearne
- Micaela Giustiniani ne L'ospite d'inverno
- Miranda Bonansea ne L'uomo che sapeva troppo poco
- Cristina Piras in Bodies